# Miguel Mas
Miguel Mas (3 novembre 1967) è un attore e regista cinematografico argentino.
È conosciuto per i suoi ruoli in televisione, come guest star in E.R. - Medici in prima linea.

## Biografia
Nacque in Argentina ed è cresciuto in una famiglia numerosa di origine spagnola. Nel 1991 si trasferisce a Portorico dove, prima lavora nel marketing, poi in televisione, soprattutto nelle serie televisive, tra le quali: "Todos los hombres soi iuguales", nel 1997 , "Iviva Vegas!", nel 2000 , "E.R. medici in prima linea" , nel 2001 , "Il tempo della nostra vita" , nel 2001, "General Hospital"  nel 2003, e "Historia Clinica" , mini serie del 2013.
Dalla fine del 1998 vive a Los Angeles, dove si iscrive all'istituto teatrale di Lee Strasberg per affinare le sue abilità di recitazione. Ha lavorato per il regista Alfonso Arau e con l'attrice Laura Harring , inoltre ha lavorato come attore uncredited per Steven Spielberg, Takeshi Kitano e con Tom Cruise. 
Nel 2002, scrive e dirige, "Círculos". Nel 2003 ha scritto e iniziato la produzione nel film "2 + 2 = 5 = 1" con il quale ha debuttato come regista di lungometraggi. Nel cast figurano, oltre lo stesso Mas, Tanya Soler e Fernando Carrillo Quando il  lungometraggio venne completato nel 2004, fu presentato al Festival Iberoamericano di Montreal e al Nosotros American Latino Film Festival. Nel 2005,  "2 + 2 = 5 = 1" venne presentato anche al Sin Fronteras Film Festival. 
In seguito si è cimentato nella scrittura dell'episodio pilota della serie televisiva Hollywood & Highland. Verso la fine del 2005, la sua compagnia di produzione Mas & More Entertainment ha co-prodotto insieme al gruppo Strasberg e David Lee Strasberg la commedia, "Il re del faro", scritta e diretta da Juan Carlos Malpeli.
Nel 2006 ha completato sia il trailer promo per Hollywood & Highland che un video musicale per la canzone, "AMOR, mi luz mi estrella", una canzone originale creata per il suo cortometraggio Absorbido, presentato al Nosotros American Latino Film Festival e al Los Angeles International Latino Film Festival. Ha anche interpretato Gesù in "Gesù Cristo, il musical".
Mas ha studiato presso l'istituto teatrale e cinematografico di Lee Strasberg di Los Angeles .

## Filmografia

### Attore
- Qué será, regia di Luis Gerard - cortometraggio (1996)
- Todos los hombres sois iguales - serie TV, 2x09 (1997)
- Trick, regia di Jim Fall (1999)
- It's a Miracle - serie TV documentario, 2x03-3x02 (1999-2000)
- Jimmy Ritz, regia di Bill Flannigan - cortometraggio (2000)
- ¡Viva Vegas! - serie TV, 1x03 (2000)
- Ho solo fatto a pezzi mia moglie (Picking Up the Pieces), regia di Alfonso Arau (2000)
- E.R. - Medici in prima linea (ER) – serie TV, 7x22 (2001)
- Il tempo della nostra vita (Dais of our Lives) - serial TV, 1x9146 (2001)
- Mi casa, su casa, regia di Bryan Lewis (2003)
- General Hospital - serial TV, 1x10270-1x10271 (2003)
- Jesus Christ: The Musical, regia di Javier Prato - cortometraggio (2005)
- Without Finishing My Coat, regia di Miguel Mas - cortometraggio (2007)
- The Clear Horizon, regia di Bill Flannigan - cortometraggio (2008)
- 3 PM, regia di Juan Carlos Malpeli - mediometraggio (2008)
- Ayer, regia di Miguel Mas - cortometraggio (2008)
- Love Equation, regia di Miguel Mas (2010)
- Historia Clinica - mini serie TV, 1x03 (2013)

### Regista
- 2+2=5=1 - cortometraggio (2004)
- Absorbido - cortometraggio (2006)
- Without Finishing My Coat - cortometraggio (2007)
- Ayer - cortometraggio (2008)
- Love Equation (2010)